# شيرو إيشي
شيرو إيشي (25 يونيو 1892 – 9 أكتوبر 1959) كان عالم أحياء دقيقة ياباني وطبيب وشغل منصب قائد عام في الوحدة 731. وهي وحدة تابعة للجيش الياباني الأمبراطوري والمُختصة بالأسلحة البيولوجية والتي قامت بتجارب على البشر خلال الحرب اليابانية الصينية الثانية (1937-1945).

## السيرة الذاتية
ولد في قرية شيى شيباياما السابق لمنطقة سانبو في محافظة تشيبا، ودرس الطب في جامعة كيوتو. في عام 1921 تم تعينهُ في جيش اليابان الإمبراطوري كجراح ملازم. ومن ثُم تم تعينه في عام 1922 في مستشفى الجيش الأول والمدرسة الطبية التابعة للجيش في طوكيو. وأُعجب رؤسائه بعمله، وبعد ذلك أكمل دراساته العُليا وعاد إلى جامعة كيوتو.
في عام 1925، تم ترقيته إلى الدرجة الأولى كابتن جراح في الجيش. في بداية عام 1928، أستغرقت رحلته مُدة عامين، أجرى فيها على نطاق واسع العديد من الأبحاث عن الآثار التي سببتها الحرب البيولوجية والحرب الكيماوية الناتجة عن الحرب العالمية الأولى. وعلى أثر نجاح المُهمة تم ترقيته إلى رتبة جراح كبير في يناير 1931.